# Papua Occidentale
Papua Occidentale (in indonesiano Papua Barat), già Irian Jaya Occidentale, è una delle cinque provincie dell'Indonesia a godere di un ordinamento a sé stante.
Aveva una popolazione di 1.134.068 al censimento del 2020 e la stima ufficiale per la metà del 2021 era di 1.156.840. Tuttavia, la superficie totale e la popolazione saranno ridotte dalla decisione parlamentare del 17 novembre 2022 di creare una 38ª provincia dell'Indonesia, comprendente la città di Sorong e le reggenze di Sorong, South Sorong, Raja Ampat, Maybrat e Tambrauw. La ridotta provincia di Papua occidentale avrà quindi una popolazione stimata a metà del 2021 in soli 551.791 abitanti.

## Geografia
Situata nell'estremità occidentale della Nuova Guinea, comprende la penisola di Doberai, quella di Bomberai, l'arcipelago Raja Ampat ed alcune isole minori.

## Storia

### Etimologia
Ci sono diverse teorie sull’origine della parola Papua. Una teoria sostiene che il nome derivi dal termine "Papo-Ua", attribuito dal Sultanato di Tidore, che nella lingua tidore significa non unito o non appartenente, a indicare che l’isola non era governata da un re.

### Storia recente
La provincia fu creata nel febbraio 2003 con il nome di Irian Jaya Occidentale (Irian Jaya Barat) distaccandosi dalla provincia di Papua. Dal 2007 ha assunto il nome di Papua Occidentale (Papua Barat).
Nel 2022, è creata come nuova provincia la Papua sud-occidentale, riducendone il territorio.

## Amministrazione
Fino al 2022, la provincia di Papua Occidentale era suddivisa in 10 reggenze (kabupaten) e una città (kota):
- Fakfak (capoluogo FakFak)
- Reggenza di Kaimana (Kaimana)
- Manokwari (Manokwari)
- Maybrat (Kumurkek)
- Raja Ampat (Waisai)
- Reggenza di Sorong (Sorong)
- Sorong
- Sorong Selatan (Teminabuan)
- Tambrauw (Fef)
- Teluk Bintuni (Bintuni)
- Teluk Wondama (Rasiei)